# یادگیری متا
این مقاله دربارهٔ یادگیری متا در روان‌شناسی اجتماعی است. برای یادگیری متا در علوم رایانه، به فرا یادگیری (علوم کامپیوتر) مراجعه کنید. برای یادگیری متا در علوم اعصاب، به فرا یادگیری (علوم اعصاب) مراجعه کنید.
یادگیری متا شاخه‌ای از فراشناخت است که به یادگیری دربارهٔ فرایندهای یادگیری خود فرد می‌پردازد.
این اصطلاح از پیشوند متا گرفته شده که در معنای مدرن خود به معنای بازتاب انتزاعی یا «X درباره X» است؛ مشابه استفاده آن در مفاهیمی همچون فرادانش،فراحافظه، وفراهیجان.

## مدل یادگیری متا برای تیم‌ها و روابط
مارسیال لوسادا و برخی پژوهشگران دیگر، تلاش کرده‌اند یک مدل یادگیری متا برای تحلیل تیم‌ها و روابط طراحی کنند.[1] اما مقاله‌ای در سال ۲۰۱۳، به‌شدت این تلاش را نقد کرد[2] و آن را مبتنی بر به‌کارگیری نادرست مدل‌سازی ریاضی پیچیده دانست. این نقد باعث شد برخی از مدافعان پیشین، این مدل را کنار بگذارند.[3]
مدل پیشنهادی لوسادا عملاً همان سیستم لورنز است که در اصل برای مدل‌سازی همرفت جوی طراحی شده بود. این سیستم شامل یک پارامتر کنترل و سه متغیر حالت است که در این مدل، به مفاهیمی مانند «ارتباط‌پذیری (connectivity)»، «پرسشگری-دفاع از دیدگاه (inquiry-advocacy)»، «مثبت‌گرایی-منفی‌گرایی (positivity-negativity)»، و «دیگری-خود (تمرکز بیرونی-درونی)» نگاشت شده‌اند. این متغیرها با مجموعه‌ای از معادله دیفرانسیل
منتقدان بر این باورند که استفاده از این معادلات، تعریفی مبهم، غیرقابل توجیه، و نامعتبر دارد.[2]
لوسادا و همکارانش ادعا کرده‌اند که این مدل را از طریق تحلیل هزاران سری زمانی داده‌های رفتاری در دو آزمایشگاه تعامل انسانی در ان آربر (میشیگان) و کمبریج (ماساچوست) توسعه داده‌اند.[1] با این حال، نحوه گردآوری داده‌ها و پیوند آن‌ها با مدل ارائه‌شده، نامشخص باقی مانده است.[2] این داده‌ها شامل تعاملات تیم‌های کاری در فعالیت‌هایی مانند برنامه‌ریزی استراتژیک بوده که بر اساس عملکردشان در سه سطح: «بالا»، «متوسط»، و «پایین» طبقه‌بندی شده‌اند. عملکرد بر پایه سودآوری، رضایت مشتری، و ارزیابی‌های ۳۶۰ درجه سنجیده شد.
یکی از نتایج پیشنهادی این نظریه، نسبت ۲٫۹ مثبت به منفی (معروف به خط لوسادا) است که به‌گفتهٔ او، مرز بین تیم‌های با عملکرد بالا و پایین، و همچنین افراد یا روابط شکوفا در برابر رو به زوال است.[5] با این حال، براون و همکارانش اشاره کرده‌اند که حتی اگر مدل پیشنهادی درست باشد، این نسبت از انتخاب دلخواه پارامترهایی حاصل شده که از مدل‌سازی‌های جوی گرفته شده‌اند و بدون هیچ‌گونه توجیه علمی به این زمینه تعمیم داده شده‌اند.[2]

## ایده‌هایی برای پیاده‌سازی و اهداف
یادگیری متا می‌تواند ابزار بسیار مؤثری برای کمک به دانش‌آموزان جهت خودارزیابی مستقل باشد. برای این منظور، دانش‌آموزان باید بازخوردهایی برای تحلیل نقاط قوت و ضعف خود دریافت کنند.
وظایف یادگیری متا به دانش‌آموزان کمک می‌کند تا فعال‌تر و مؤثرتر یاد بگیرند، از طریق افزایش آگاهی از خود. این وظایف فرصتی برای درک بهتر فرایندهای تفکر فرد فراهم می‌کند تا استراتژی‌های یادگیری شخصی‌سازی‌شده‌ای طراحی شود.
هدف اصلی این است که مجموعه‌ای از پارامترها پیدا شود که در چندین وظیفه آموزشی به‌خوبی کار کنند، به‌گونه‌ای که یادگیرنده حتی با داده‌های اندک، عملکرد قابل‌قبولی داشته باشد.

## همچنین ببینید:
- سبک‌های یادگیری
- ذهنی‌سازی
- فراشناخت
- فرا‌دانش
- فراحافظه
- فرا‌هیجان
- یادگیری خودتنظیم‌گر